# Rhus virens
Rhus virens är en sumakväxtart som beskrevs av Lindheimer och Samuel Frederick Gray. Rhus virens ingår i släktet sumaker, och familjen sumakväxter.

## Underarter
Arten delas in i följande underarter:
- R. v. australis
- R. v. choriophylla